# Сокілецька сільська рада (Дунаєвецький район)
Сокіле́цька сільська́ ра́да — адміністративно-територіальна одиниця та орган місцевого самоврядування в Дунаєвецькому районі Хмельницької області. Адміністративний центр — село Сокілець.

## Загальні відомості
Сокілецька сільська рада утворена в 1923 році.
- Територія ради: 24,22 км²
- Населення ради: 676 осіб (станом на 2001 рік)

## Населені пункти
Сільській раді підпорядковані населені пункти:
- с. Сокілець

## Склад ради
Рада складається з 12 депутатів та голови.
- Голова ради: Гордієнко Олександр Павлович
- Секретар ради: Іванова Ольга Григорівна

### Керівний склад попередніх скликань
| Прізвище, ім'я, по батькові  | Основні відомості                                                         | Дата обрання | Дата звільнення |
| ---------------------------- | ------------------------------------------------------------------------- | ------------ | --------------- |
| Гордієнко Олександр Павлович | Сільський голова, 1949 року народження, освіта вища, член Народної партії | 26.03.2006   | 31.10.2010      |
| Гордієнко Олександр Павлович | Сільський голова, 1949 року народження, освіта вища, безпартійний         | 31.10.2010   |                 |

Примітка: таблиця складена за даними сайту Верховної Ради України

### Депутати
За результатами місцевих виборів 2010 року депутатами ради стали:

#### За суб'єктами висування
| Суб'єкт висування            | Кількість обраних депутатів | %    |
| ---------------------------- | --------------------------- | ---- |
| Самовисування                | 11                          | 91,7 |
| Соціалістична партія України | 1                           | 8,3  |

#### За округами
| № округу                     | Прізвище, ім'я, по батькові     | Дата визнання обраним | Освіта             | Партійна приналежність | Відомості про обраного депутата                         |
| ---------------------------- | ------------------------------- | --------------------- | ------------------ | ---------------------- | ------------------------------------------------------- |
| Соціалістична партія України |                                 |                       |                    |                        |                                                         |
| 6                            | Михайлова Світлана Степанівна   | 04.11.2010            | середня спеціальна | позапартійна           | Сокілецький фельдшерсько-акушерський пункт, завідувачка |
| Самовисування                |                                 |                       |                    |                        |                                                         |
| 1                            | Підпанюк Василь Дмитрович       | 04.11.2010            | середня            | член Народної партії   | СТОВ "Адоніс"с. Сокілець, механізатор                   |
| 2                            | Підпанюк Валентина Валентинівна | 04.11.2010            | середня            | позапартійна           | Сокілецька сільська рада, гол. бухгалтер                |
| 3                            | Іванова Ольга Григорівна        | 04.11.2010            | середня спеціальна | позапартійна           | Сокілецька сільська рада, секретар                      |
| 4                            | Шамрій Олександр Петрович       | 04.11.2010            | середня спеціальна | член Народної партії   | КП «Лісовик», лісник                                    |
| 5                            | Гжибовський Володимир Борисович | 04.11.2010            | середня            | член Народної партії   | тимчасово не працює                                     |
| 7                            | Липак Олександр Петрович        | 04.11.2010            | середня            | позапартійний          | тимчасово не працює                                     |
| 8                            | Мартинюк Валентина Юріївна      | 04.11.2010            | середня спеціальна | позапартійна           | Сокілецький сільський клуб, завідувачка                 |
| 9                            | Дудко Анатолій Олександрович    | 04.11.2010            | середня спеціальна | член Народної партії   | пенсіонер                                               |
| 10                           | Гжибовський Юрій Васильович     | 04.11.2010            | середня спеціальна | позапартійний          | СТОВ «Адоніс», механізатор                              |
| 11                           | Байдусь Анатолій Миколайович    | 04.11.2010            | середня спеціальна | член Народної партії   | тимчасово не працює                                     |
| 12                           | Клемба Анатолій Іванович        | 04.11.2010            | середня спеціальна | член Народної партії   | тимчасово не працює                                     |